# Cauer-Filter
Cauer-Filter oder auch elliptische Filter sind Frequenzfilter, die auf einen sehr steilen Übergang des Frequenzgangs vom Durchlassbereich in den Sperrbereich ausgelegt sind. Sie sind benannt nach Wilhelm Cauer. Im Gegensatz zu den ähnlich aufgebauten Tschebyscheff-Filtern weisen Cauer-Filter sowohl im Durchlassbereich als auch im Sperrbereich einen oszillierenden Verlauf der Übertragungsfunktion auf.
Für den Entwurf eines Cauer-Filters wird von den rationalen elliptischen Funktionen {\displaystyle R_{n}(\xi ,\omega )} Gebrauch gemacht, wovon sich auch der Name dieses Filtertyps ableitet. Im Gegensatz zu anderen Filtern wie Tschebyscheff-Filter oder Butterworth-Filter kann bei dem Filterentwurf ein vorgegebenes Amplituden-Toleranzschema mit gegebener konstanter Garantiedämpfung im Sperrbereich und gegebener Welligkeit im Durchlassbereich sowie gegebenen Übergangsfrequenzen mit einem System minimaler Ordnung realisiert werden. Dies bedeutet einen geringeren schaltungstechnischen Aufwand als mit anderen Filtertypen. Diesen Vorteil erkauft man sich allerdings durch starke Phasenverzerrungen der Übertragungsfunktion. Übermäßig starke Phasenverzerrungen sind bei manchen Filteranwendungen unerwünscht, so dass trotz der Vorzüge von elliptischen Filtern dem Tschebyscheff- oder Butterworthfilter und dem erhöhten Schaltungsaufwand in bestimmten Anwendungen der Vorzug gegeben wird.
Es kann aber auch ein Allpassfilter zur Korrektur der Phase verwendet werden, gleichfalls durch erhöhten Schaltungsaufwand erkauft.

## Übertragungsfunktion

Übertragungsfunktion eines Cauer-Filters 4. Ordnung mit ε=0,5 und ξ=1,05

Die Übertragungsfunktion eines Cauer-Tiefpasses der Ordnung {\displaystyle n} ist gegeben durch:
{\displaystyle |G_{n}(\mathrm {j} \omega )|={\frac {1}{\sqrt {1+\epsilon ^{2}R_{n}^{2}(\xi ,\omega )}}}}
und das Betragsquadrat des Frequenzverlaufs ist:
{\displaystyle |G_{n}(\mathrm {j} \omega )|^{2}={\frac {1}{1+\epsilon ^{2}R_{n}^{2}(\xi ,\omega )}}}
jeweils mit den rational elliptischen Funktionen {\displaystyle R_{n}(\xi ,\omega )} der Ordnung {\displaystyle n}. Der Faktor {\displaystyle \epsilon } ist ein Parameter, welcher primär die Welligkeit der Übertragungsfunktion beeinflusst. Der Parameter {\displaystyle \xi } beeinflusst die Selektivität des Filters. In nebenstehender Abbildung ist die Übertragungsfunktion eines Cauer-Filters 4. Ordnung mit den Parameter ε=0,5 und ξ=1,05 mit der Abkürzung
{\displaystyle L_{n}=R_{n}(\xi ,\omega )}
dargestellt.
Für die praktische Anwendung und Dimensionierung von Cauer-Filtern wird mit Filter-Tabellen oder entsprechenden Softwarepaketen wie GNU Octave oder MATLAB gearbeitet. Aus diesen Tabellen können bis zu einer gewissen Filterordnung die benötigten Bauteilwerte für ein Filter direkt abgelesen werden.